# Vadim Podbělskij
Vadim Nikolajevič Podbělskij (rusky Подбельский, Вадим Николаевич; 25. listopadu 1887, Jakutsko – 25. února 1920, Moskva) byl ruský revolucionář a sovětský státník.

## Život
V. N. Podbělskij se narodil roku 1887 v rodině politických vyhnanců. Členem ruské sociální demokracie se stal roku 1905, aktivně se účastnil ruské revoluce téhož roku. Po únorové revoluci se stal členem vedení moskevské organizace bolševiků, po říjnu byl jmenován komisařem pošt a telegrafů Moskvy. 11. dubna 1920 byl jmenován lidovým komisařem pošt a telegrafů RSFSR, členem vlády zůstal do konce života. Podílel se na potlačení povstání v Tambově a Jaroslavli, v roce 1919 působil jako zvláštní zplnomocněnec ÚV a VCIK na Tambovském úseku Jižního frontu.
Vadim Podbělskij zemřel 25. února 1920, je pohřben u Kremelské zdi na Rudém náměstí v Moskvě.